# Paradisaea rubra
La paradisea rossa (Paradisaea rubra Daudin, 1800) è un uccello passeriforme della famiglia Paradisaeidae.

## Etimologia
Il nome scientifico della specie, rubra, deriva dal latino ruber-a-um, "rossa", in riferimento alla colorazione di questi uccelli: dal nome scientifico essa ricava anche il suo nome comune.

## Descrizione

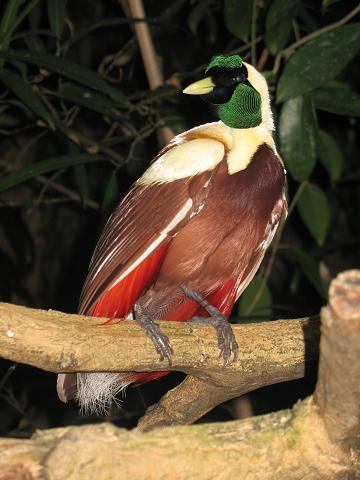
Maschio in natura.

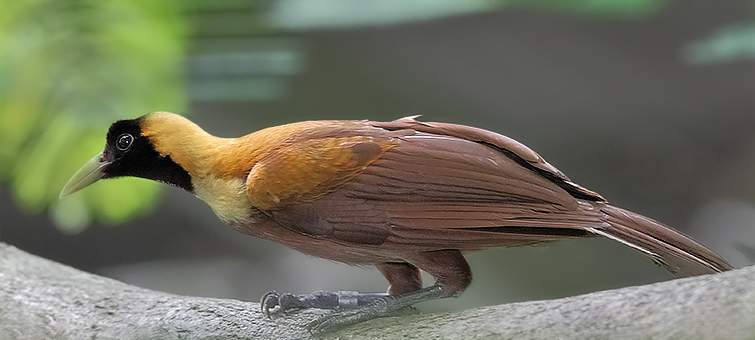
Femmina in natura.

### Dimensioni
Misura 30-33 cm di lunghezza, per un peso di 115-224 g: i maschi, a parità d'età, sono più grossi e robusti rispetto alle femmine, anche in virtù delle lunghe penne di fianchi e coda, lunghe all'incirca quanto il corpo e grazie alle quali essi superano i 70 cm di lunghezza complessiva.

### Aspetto
La paradisea rossa è nel complesso simile alle altre specie di paradisee propriamente dette, dalle quali differisce per la presenza di due lobi di penne nei pressi delle narici del maschio, il becco più appuntito e le penne caudali allungate più evidenti.
In questi uccelli il dimorfismo sessuale è molto marcato: le femmine presentano faccia e gola nere, petto beige, nuca e dorso di color sabbia con sfumature arancio, mentre ali, dorso, ventre e coda sono bruni con sfumature di color cannella. I maschi, invece, presentano gola e guance verdi, base del becco e mascherina nere con iridescenze verdi, fronte, calotta, nuca, collo, parte superiore del petto, attaccatura delle ali e parte superiore del dorso di colore giallo, petto, ventre, coda, ali e dorso di colore bruno carico: alla base del becco le penne formano due "orecchiette" in corrispondenza delle narici, mentre le penne dei fianchi sono allungate e vaporose, di colore rosso vivo (da cui il nome comune e quello scientifico della specie), rivolte all'indietro, dalle quali spuntano le due lunghe penne centrali nastriformi della coda, di colore nero. In ambedue i sessi, gli occhi sono bruni, il becco è giallo e le zampe sono nerastre.

## Biologia

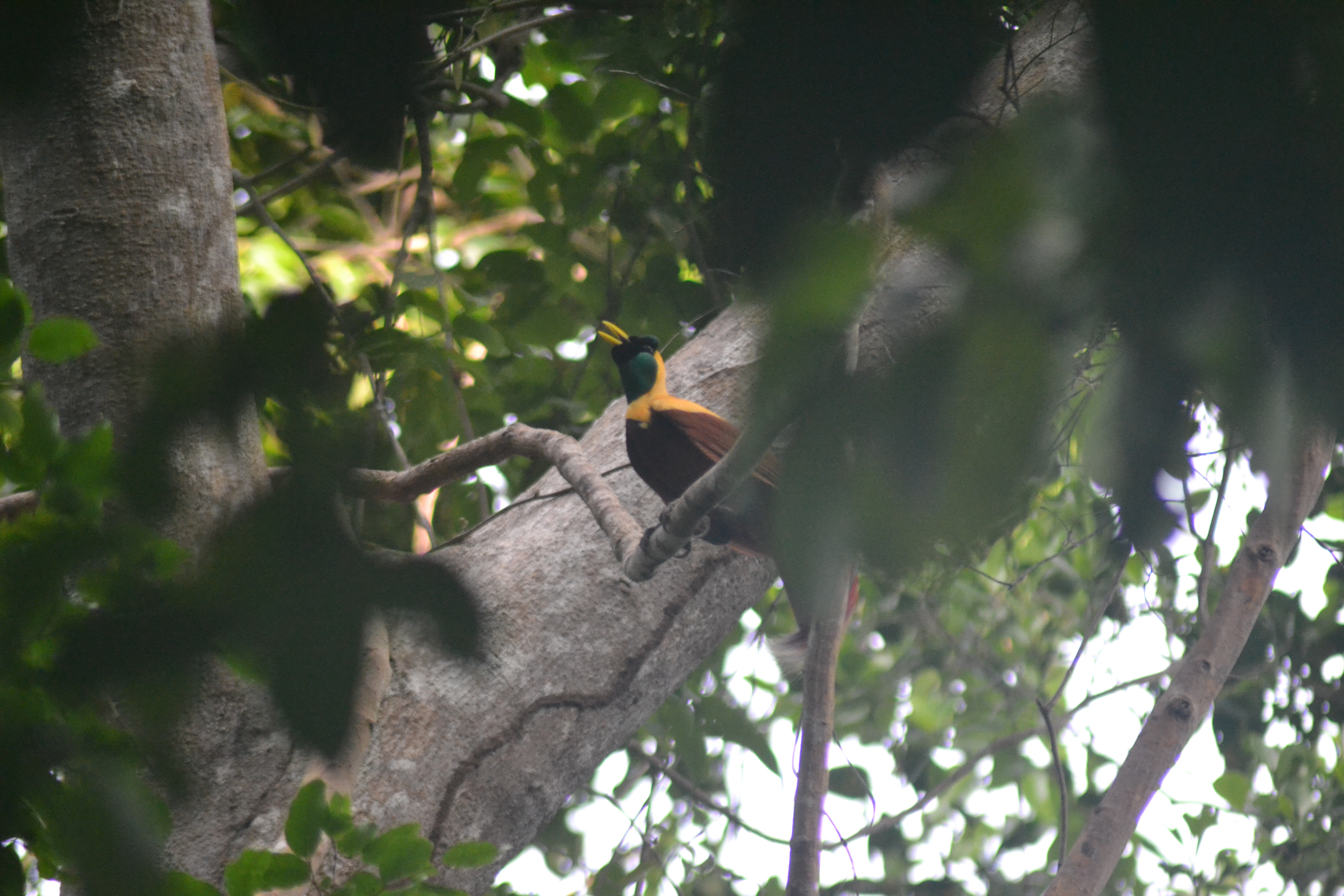
Maschio che canta in natura.

Si tratta di uccelli durni e tendenzialmente solitari all'infuori della stagione degli amori, i quali passano la maggior parte del tempo nell'alto della canopia alla ricerca di cibo.

### Alimentazione
Si tratta di uccelli largamente frugivori, la cui dieta viene però integrata anche con alimenti di origine animale, come insetti ed altri piccoli invertebrati.

### Riproduzione

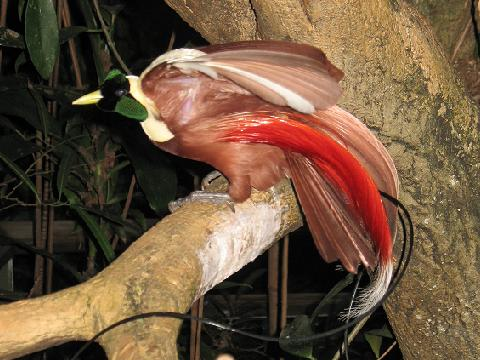
Maschio in corteggiamento.

Si tratta di uccelli poligini, coi maschi che competono esibendosi con la formula del lek allo scopo di attrarre il maggior numero possibile di femmine. La stagione riproduttiva si estende almeno fra luglio e ottobre: i maschi si riuniscono in gruppetti su alberi vicini, ripulendo ciascuno accuratamente dalle foglie un proprio ramo sul quale si esibirà per molti anni. Al sopraggiungere delle femmine, i maschi si esibiscono coralmente andando su e giù per il proprio posatoio, vibrando le ali spiegate e rizzando le penne di fianchi e coda, emettendo al contempo richiami nasali, ed appendendosi a testa in giù a ramo: la femmina segnala la propria disponibilità all'accoppiamento non allontanandosi quando il maschio prescelto le si pone di fianco.
Dopo l'accoppiamento, la femmina si allontana dall'arena (dove i maschi continuano ad esibirsi) e si dedica da sola alla costruzione del nido a coppa, alla cova delle 2-3 uova (che dura 14-17 giorni) e delle cure dei nidiacei, che vengono imbeccati per circa 15-20 giorni esclusivamente con frutta matura: i giovani, in special modo i maschi, anche dopo essersi allontanati dal nido mantengono la colorazione immatura, tanto che la livrea adulta viene completamente raggiunta solo dopo il sesto anno d'età.

## Distribuzione e habitat
La paradisea rossa occupa un areale piuttosto ristretto, comprendente le isole di Waigeo e Batanta nel gruppo delle Raja Ampat, nelle quali vive in simpatria con la paradisea repubblicana, sebbene quest'ultima tenda a preferire aree di foresta più in quota.
L'habitat di questi uccelli è rappresentato dalle aree di foresta pluviale primaria e secondaria di pianura e collina, fino a 600 m di quota.